# لابينوت هاليتي
لابينوت هاليتي (بالإنجليزية: Labinot Haliti)‏ (26 أكتوبر 1985 ببريشتينا في كوسوفو - ) هو لاعب كرة قدم أسترالي في مركز الوسط. شارك مع منتخب أستراليا الوطني لكرة القدم تحت 23 سنة. أما مع النوادي، فقد لعب مع نادي تيوتا دورس ونادي سيدني أوليمبيك ونادي سيدني يونايتد 58 ونادي وسترن سيدني واندررز ونيوكاسل يونايتد جتس ونادي ال كي اس ودز ونادي سلافن بيلوبو.

## روابط خارجية
- لابينوت هاليتي على موقع الاتحاد الدولي (مؤرشف)  (الإنجليزية)
- لابينوت هاليتي على موقع قاعدة بيانات كرة القدم.إي يو (الإنجليزية)
- لابينوت هاليتي على موقع Soccerway.com (الإنجليزية)
- لابينوت هاليتي على موقع عالم كرة القدم.نت (الإنجليزية)